# Dicranomyia (Dicranomyia) atrescens
Dicranomyia (Dicranomyia) atrescens is een tweevleugelige uit de familie steltmuggen (Limoniidae). De soort komt voor in het Oriëntaals gebied.